# Tibiomus eutypeza
Tibiomus eutypeza är en mångfotingart som först beskrevs av Carl Graf Attems 1953.  Tibiomus eutypeza ingår i släktet Tibiomus och familjen Odontopygidae. Inga underarter finns listade i Catalogue of Life.